# Leiuperinae
Leiuperinae – podrodzina płazów bezogonowych z rodziny świstkowatych (Leptodactylidae).

## Zasięg występowania
Podrodzina obejmuje gatunki występujące od południowego Meksyku przez Amerykę Środkową i Południową na południowe do południowego Chile i południowej Argentyny.

## Podział systematyczny
Do podrodziny należą następujące rodzaje:
- Edalorhina Jiménez de la Espada, 1870
- Engystomops Jiménez de la Espada, 1872
- Physalaemus Fitzinger, 1826
- Pleurodema Tschudi, 1838
- Pseudopaludicola Miranda-Ribeiro, 1926